# Jogos Asiáticos da Juventude de 2009
Os Jogos Asiáticos da Juventude de 2009 foram a primeira edição do evento, ocorrida em Singapura e usada como evento-teste para os Jogos Olímpicos de Verão da Juventude de 2010.

## Marketing

### Logótipo
O logótipo dos Jogos de Singapura é formado por duas estrelas que se unem em uma só. Em uma delas é possível perceber a silhueta de um atleta. O símbolo representa a excelência que cada atleta desejar obter.

### Mascote
O leão Frasia (aglutinação da expressão "amigos da Ásia" em inglês) é a mascote dos Jogos de Singapura. Representa os valores associados ao olimpismo: amizade, respeito e excelência.

## Esportes
As seguintes modalidades formam o programa dos Jogos:
| - Atletismo - Boliche - Futebol - Natação - Saltos ornamentais | - Streetball - Tênis de mesa - Tiro - Vela - Voleibol de praia |

## Países participantes
43 países participaram do evento:
| - Arábia Saudita - Bahrein - Bangladesh - Butão - Brunei - Camboja - Cazaquistão - China - Coreia do Norte - Coreia do Sul - Emirados Árabes Unidos - Filipinas - Hong Kong - Iêmen - Índia | - Indonésia - Irão - Iraque - Japão - Jordânia - Kuwait - Laos - Líbano - Macau - Malásia - Moldávia - Mongólia - Myanmar - Nepal | - Omã - Paquistão - Palestina - Catar - Quirguistão - Singapura - Sri Lanka - Síria - Tajiquistão - Tailândia - Taipé Chinesa - Turquemenistão - Uzbequistão - Vietname |

## Calendário
Este é o calendário dos Jogos:
| ● | Cerimônia de abertura |  | Dia de competição | ● | Dia de final | ● | Cerimônia de encerramento |

| Junho/Julho        | 20 | 22 | 24 | 27 | 29 | 30 | 1 | 2  | 3  | 4  | 5 | 6  | 7 | Finais |
| ------------------ | -- | -- | -- | -- | -- | -- | - | -- | -- | -- | - | -- | - | ------ |
| Cerimônias         |    |    |    |    | ●  |    |   |    |    |    |   |    | ● |        |
| Atletismo          |    |    |    |    |    | 6  | 3 | 9  | 10 |    |   |    |   | 28     |
| Boliche            |    |    |    |    |    |    | 2 | 2  |    | 2  |   | 2  |   | 8      |
| Futebol            |    |    |    |    |    |    |   |    |    |    |   | 1  |   | 1      |
| Natação            |    |    |    |    |    |    |   | 4  | 7  | 7  | 7 | 7  |   | 32     |
| Saltos ornamentais |    |    |    |    |    | 2  | 2 |    |    |    |   |    |   | 4      |
| Streetball         |    |    |    |    |    |    |   |    |    | 2  |   |    |   | 2      |
| Tênis de mesa      |    |    |    |    |    |    |   |    |    | 1  |   | 3  |   | 4      |
| Tiro               |    |    |    |    |    |    | 1 | 1  | 1  | 1  |   |    |   | 4      |
| Vela               |    |    |    |    |    |    |   |    |    |    |   | 5  |   | 5      |
| Voleibol de praia  |    |    |    |    |    |    |   |    |    |    | 2 |    |   | 2      |
| Finais             |    |    |    |    |    | 8  | 8 | 16 | 18 | 13 | 9 | 18 |   | 90     |

## Quadro de medalhas
País sede destacado.
| Ordem | País            | Medalha de ouro | Medalha de prata | Medalha de bronze |     |
| ----- | --------------- | --------------- | ---------------- | ----------------- | --- |
| 1     | China           | 25              | 16               | 11                | 52  |
| 2     | Coreia do Sul   | 20              | 17               | 17                | 54  |
| 3     | Tailândia       | 11              | 7                | 2                 | 20  |
| 4     | Singapura       | 9               | 6                | 15                | 30  |
| 5     | Hong Kong       | 5               | 8                | 5                 | 18  |
| 6     | Japão           | 5               | 6                | 4                 | 15  |
| 7     | Índia           | 5               | 3                | 3                 | 11  |
| 8     | Cazaquistão     | 4               | 6                | 4                 | 14  |
| 9     | Kuwait          | 3               | 3                | 5                 | 11  |
| 10    | Coreia do Norte | 1               | 4                | 4                 | 9   |
| 11    | Irã             | 1               | 3                | 2                 | 6   |
| 12    | Taipé Chinesa   | 1               | 2                | 7                 | 10  |
| 13    | Iémen           | 1               |                  |                   | 1   |
| 14    | Catar           |                 | 2                |                   | 2   |
| 14    | Vietname        |                 | 2                |                   | 2   |
| 16    | Arábia Saudita  |                 | 1                | 2                 | 3   |
| 16    | Sri Lanka       |                 | 1                | 2                 | 3   |
| 18    | Filipinas       |                 | 1                | 1                 | 2   |
| 19    | Macau           |                 | 1                |                   | 1   |
| 20    | Uzbequistão     |                 |                  | 3                 | 3   |
| 21    | Brunei          |                 |                  | 1                 | 1   |
| 21    | Indonésia       |                 |                  | 1                 | 1   |
| 21    | Malásia         |                 |                  | 1                 | 1   |
| 21    | Myanmar         |                 |                  | 1                 | 1   |
| 21    | Paquistão       |                 |                  | 1                 | 1   |
| TOTAL | TOTAL           | 91              | 89               | 92                | 272 |